# Meet Me on the Equinox
Meet Me on the Equinox è un singolo della band indie rock statunitense Death Cab for Cutie.
È stato pubblicato come primo singolo estratto dall'album della colonna sonora del film The Twilight Saga: New Moon. La canzone è stata presentata il 13 settembre in occasione degli MTV Video Music Award 2009.
Il 7 ottobre è stato distribuito il video diretto dal regista Walter Robot.